# Club Olympique de Casablanca (Omnisports)
Le Club Olympique de Casablanca est un club sportif marocain omnisports basé à Casablanca, fondé en 1904.
Le club a porté les noms de ses sociétés propriétaires deux fois, Crush Association Sportive lorsqu'il été au sein du Crush et aussi Centrale Laitière Association Sportive (CLAS) lorsqu'il été au sein du Centrale Danone.

## Histoire
Fondé en 1904 à casablanca, le COC est considéré comme l'un des plus anciens clubs au Maroc.
Le club a porté les noms de ses sociétés propriétaires deux fois, Crush Association Sportive lorsqu'il été au sein du Crush et aussi Centrale Laitière Association Sportive (CLAS) lorsqu'il été au sein du Centrale Danone.

### Section de football
En football, le club parvient à gagner plusieurs titres, dont un titre de la Botola DH en 1993/94, ainsi qu'au titre de la Coupe du Trône en Coupe du Trône 1983, et revient parmi l'élite en première division marocaine en 1986/87, sans oublier les trois titres de la Coupe des coupes de l'UAFA. Cette section a connue des troubles administratifs avec le groupe propriétaire (ONA) en 1994, ce qui a amené à sa dissolution en 1995.

### Quelques dates historiques
- 1904 : Fondation du club
- 1983 : 1er sacre de la coupe du Trône
- 1987 : Le retour de l'équipe de football à la division d'élite
- 1989 : 1er sacre de l'équipe de rugby étant champion du Maroc
- 1991 : 1er sacre internationale pour le club coupe des coupes de l'UAFA
- 1994 : 1er sacre de la Botola (Division Honneur)
- 1995 : Dissolution de la section football.

## Palmarès
Football
| - Botola Pro1 (1) : - Champion : 1993/94. - Vice-champion : 1994/95. - Coupe du Trône (3) : - Vainqueur : 1982/83, 1989/90 et 1991/92. - Botola Pro2 (1) : - Champion : 1986/87 |  | - Coupe des coupes de l'UAFA (3) : - Vainqueur : 1991, 1992 et 1993. |

Basketball
| - Botola d'Ex (1) : - Champion : 1961 |

Rugby
| - Botola DH (1) : - Champion : 1989 - Vice-champion : 1987 |

## Personnalités du club

### Présidents
- Abdellatif El Âasky[2]

### Joueurs emblématiques
- Abdelmajid Dolmy
- Mohamed Timoumi
- Abdellatif Jrindou
- Jamal Sellami
- Aziz Ouzougate
- Youssef Rossi

### Entraîneurs
- René Taelman (1988-1992) ;
- Ilie Balaci (1992–1994) ;
- Silviu Lung (1994–1995) ;

## Logos du club

Ancien logo du club
Logo de la section de tennis